# Sault Ste. Marie (Ontario)
Sault Ste. Marie es una ciudad en el río St. Marys en Ontario, Canadá, cerca de la frontera entre Estados Unidos y Canadá. Es la sede del Distrito de Algoma y la tercera ciudad más grande en el norte de Ontario, después de Sudbury y Thunder Bay.
Hacia el sur, a través del río, se encuentra los Estados Unidos y la ciudad de Sault Ste. Marie, Míchigan. Estas dos comunidades fueron una misma ciudad hasta que un nuevo tratado, después de la guerra de 1812, instauró la frontera entre Canadá y los Estados Unidos en el área del río Ste. Marie. En el siglo XXI, las dos ciudades están unidas por el Puente Internacional, que conecta la carretera interestatal 75 del lado de Míchigan y la autopista Huron (y la antigua autopista secundaria de Ontario 550B) del lado de Ontario. El tráfico marítimo en el sistema de los Grandes Lagos evade los rápidos del río Ste. Marie a través de las Esclusas Soo americanas, el canal más activo del mundo en términos de tonelaje que pasa a través de él, mientras que los cruceros y los barcos turísticos más pequeños utilizan el canal canadiense Sault Ste.Marie.
Los colonos franceses se refirieron a los rápidos del río como Les Sauts de Ste. Marie y el nombre del pueblo derivó de allí. Los rápidos y las cascadas del río Ste. Marie descienden a más de 20 pies desde el nivel del Lago Superior hasta el nivel de los lagos más bajos. Hace cientos de años, esto frenó el tráfico marítimo, lo que requirió de un porteo por tierra de los barcos y de la carga. El nombre se traduce como "los rápidos de Ste. Marie" o "las cascadas de Ste. Marie". La palabra sault se pronuncia en francés en el nombre de la ciudad. Los residentes de la ciudad se llaman saultites.
Sault Ste. Marie limita al este con las reservas Rankin y del río Garden de las Primeras Naciones, y al oeste por el municipio de Prince. Hacia el norte, la ciudad está rodeada por una parte no incorporada del Distrito de Algoma, que incluye los consejos de los servicios locales de Aweres, Batchawana Bay, Goulais y Distrcit, Peace Tree y Searchmont. Según el censo de 2011, la ciudad, incluyendo los municipios de Laird, Prince, Macdonald, Meredith y Aberdeen Additional y las reservas de las Primeras Naciones del río Garden y Rankin, tiene una población total de 79.800.
Los asentamientos de los nativos americanos, siendo la mayoría de los pueblos de habla ojibwa, existieron aquí desde hace más de 500 años. A finales del siglo XVII, los misioneros jesuitas franceses establecieron una misión en el pueblo de las Primeras Naciones. Esto fue seguido por el desarrollo de un puesto de comercio de pieles y un asentamiento más grande, y los comerciantes, los cazadores y los nativos americanos se sintieron atraídos por la comunidad. Este asentamiento se consideró una comunidad y parte de Canadá hasta después de la guerra de 1812 y la eliminación de la frontera entre Canadá y los EE. UU. en el río Ste. Marie. Los EE. UU. prohibió a los comerciantes británicos operar en su territorio, y las zonas separadas por el río empezaron a desarrollarse como dos comunidades, ambas llamadas Sault Ste. Marie.